# Cantó de Petit-Bourg
El cantó de Petit-Bourg és una divisió administrativa francesa situat al departament de Guadalupe a la regió de Guadalupe.

## Composició
El cantó comprèn una fracció de la comuna de Petit-Bourg.

## Administració
| Període                                  | Identitat          | Partit | Qualitat |
| ---------------------------------------- | ------------------ | ------ | -------- |
| 2004-                                    | Guy Richard Losbar | GUSR   |          |
| Les dades anteriors no són pas conegudes |                    |        |          |